# Trzcianne (gmina)
Pour les articles homonymes, voir Trzcianne.
La gmina de Trzcianne est une commune rurale polonaise de la voïvodie de Podlachie et du powiat de Mońki. Elle s'étend sur 331,64 km2 et comptait 4.701 habitants en 2006. Son siège est le village de Trzcianne qui se situe à environ 11 kilomètres au sud-ouest de Mońki et à 41 kilomètres au nord-ouest de Białystok.

## Villages
La gmina de Trzcianne comprend les villages et localités de Boguszewo, Boguszki, Brzeziny, Budy, Chojnowo, Dobarz, Giełczyn, Gugny, Kleszcze, Korczak, Krynica, Laskowiec, Milewo, Mroczki, Niewiarowo, Nowa Wieś, Pisanki, Stare Bajki, Stójka, Szorce, Trzcianne, Wilamówka, Wyszowate, Zajki, Zubole et Zucielec.

## Gminy voisines
La gmina de Trzcianne est voisine des gminy de Goniądz, Jedwabne, Krypno, Mońki, Radziłów, Tykocin, Wizna et Zawady.